# Serwer faksowy
Serwer faksowy – oprogramowanie pracujące na komputerze wyposażonym w minimum jeden faks-modem (lub kartę faksową) podłączony do linii telefonicznej. Zadaniem serwera faksowego jest zamiana dokumentu otrzymanego od użytkownika na faks i wysłanie go do odbiorcy oraz odbieranie przychodzących faksów i przekazanie ich do użytkowników. Użytkownicy mogą komunikować się z serwerem faksowym poprzez LAN (sieć lokalną) lub Internet.

## Przykłady
- FACSys
- Hylafax
- RelayFax